# Joachim Streich
Joachim Streich (ur. 13 kwietnia 1951 w Wismarze, zm. 16 kwietnia 2022 w Lipsku) – wschodnioniemiecki piłkarz, występujący na pozycji napastnika. Wielokrotny reprezentant NRD, uczestnik Letnich Igrzysk Olimpijskich w Monachium i Mistrzostw Świata w Niemczech Zachodnich. Rekordzista pod względem liczby rozegranych meczów i strzelonych goli dla wschodnioniemieckiej drużyny narodowej. 
Przez całą seniorską karierę był związany z występującymi w Oberlidze klubami Hansa Rostock i 1. FC Magdeburg, w których barwach strzelił łącznie 229 bramek w 378 meczach. Dzięki tym osiągnięciom, a także stylowi gry nazywano go „Gerdem Müllerem ze Wschodu”. W 2021 roku został wprowadzony do Galerii Sław niemieckiego Futbolu (Hall of Fame des deutschen Fußballs).

## Kariera piłkarska

### Kariera klubowa
Joachim Streich karierę piłkarską rozpoczął w wieku 6 lat w klubie BSG Aufbau Wismar (później przemianowanym na TSG Wismar. W 1967 roku zdecydował się na przejście do regionalnej sekcji piłkarskiej Hansy Rostock. Od 1969 roku grał w seniorskiej drużynie Hansy Rostock występującej w najwyższej klasie rozgrywek piłkarskich NRD (Oberlidze).
W 1975 roku został zawodnikiem 1. FC Magdeburg, którego barwy reprezentował przez następną dekadę. Z klubem tym Streich w sezonach 1977/1978, 1978/1979 i 1982/1983 zdobywał Puchar FDGB. Podczas występów w Oberlidze strzelił ogółem 229 bramek w 378 meczach. Czterokrotnie zostawał królem strzelców Oberligi (w sezonach 1976/1977, 1978/1979, 1980/1981 i 1982/1983), ponadto w 1979 i w 1983 roku wybierano go Piłkarzem Roku NRD. 

### Kariera reprezentacyjna
W 1968 roku Streich zaczął występować w reprezentacji NRD U-18, z kolei w latach 1969–1984 był piłkarzem seniorskiej reprezentacji NRD (zadebiutował w niej 8 grudnia 1969 roku meczem towarzyskim z Irakiem). 
W głównej kadrze narodowej NRD Streich rozegrał w sumie 102 spotkania i strzelił 55 bramek, choć niektóre źródła zaliczają mu 98 oficjalnych spotkań i o dwie bramki mniej. W obu przypadkach pozostaje jednak rekordzistą zarówno pod względem liczby rozegranych spotkań, jak i ilości zdobytych goli dla reprezentacji Niemiec Wschodnich. W 1972 roku z drużyną narodową zdobył brązowy medal podczas XX Letnich Igrzysk Olimpijskich w Monachium (strzelił na tym turnieju 7 goli). Uczestniczył także w Mistrzostwach Świata w 1974 roku zorganizowanych w Niemczech Zachodnich. Wystąpił we wszystkich czterech meczach rozegranych przez reprezentację NRD podczas tej imprezy i strzelił w nich w sumie 2 gole.

## Kariera trenerska
Joachim Streich od lipca 1985 roku do czerwca 1990 roku był trenerem piłkarzy 1. FC Magdeburg, od lipca 1990 roku do marca 1991 roku trenował zawodników Eintrachtu Brunszwik, od lipca 1991 roku do marca 1992 roku ponownie pełnił funkcję szkoleniowca piłkarzy 1. FC Magdeburg, zaś od grudnia 1996 roku do czerwca 1997 roku trenował piłkarzy FSV Zwickau.

## Życie prywatne
Od 1971 roku był żonaty z Maritą Streich.
Cierpiał na zespół mielodysplastyczny, ponadto w kilku ostatnich tygodniach życia zmagał się z zaawansowaną niedokrwistością i zachorował na zapalenie płuc. Zmarł 16 kwietnia 2022 roku w wieku 71 lat.